# Winter-Universiade 1970/Ski Alpin
Bei der Winter-Universiade 1970 wurden sechs Wettbewerbe im Ski Alpin ausgetragen.

## Bilanz

### Medaillenspiegel
| Platz  | Land               | Gold | Silber | Bronze | Gesamt |
| ------ | ------------------ | ---- | ------ | ------ | ------ |
| 1      | Vereinigte Staaten | 5    | 4      | 1      | 10     |
| 2      | BR Deutschland     | 1    | –      | 2      | 3      |
| 3      | Polen              | –    | 2      | –      | 2      |
| 4      | Österreich         | –    | –      | 2      | 2      |
| 5      | Frankreich         | –    | –      | 1      | 1      |
| Gesamt | Gesamt             | 6    | 6      | 6      | 18     |

### Medaillengewinner
Männer
| Disziplin    | Gold                 | Silber                 | Bronze       |
| ------------ | -------------------- | ---------------------- | ------------ |
| Slalom       | Christian Neureuther | Eric Poulsen           | Serge Ramus  |
| Riesenslalom | Eric Poulsen         | Andrzej Bachleda-Curuś | Franz Vogler |
| Kombination  | Eric Poulsen         | Andrzej Bachleda-Curuś | Franz Vogler |

Frauen
| Disziplin    | Gold         | Silber         | Bronze        |
| ------------ | ------------ | -------------- | ------------- |
| Slalom       | Rosie Fortna | Ann Black      | Traute Hacker |
| Riesenslalom | Rosie Fortna | Karen Korfanta | Dietlind Klos |
| Kombination  | Rosie Fortna | Karen Korfanta | Ann Black     |